# Хуан Бургеньйо
Хуан Бургеньйо (ісп. Juan Burgueño, 4 лютого 1923 — 21 вересня 1997) — уругвайський футболіст, що грав на позиції нападника.
Виступав, зокрема, за клуб «Данубіо», а також національну збірну Уругваю, у складі якої став чемпіоном світу.

## Клубна кар'єра
Розпочав кар'єру в «Данубіо», потім півтора року виступав в аргентинському клубі «Атланта» (Буенос-Айрес). 
З 1948 року і протягом наступних восьми сезонів виступав за «Данубіо». Там він був одним з лідерів поряд зі своїм другом Карлосом Ромеро, утворюючи зв'язку, яку вболівальники й журналісти називали «La Unión».
Всього за 8 сезонів провів у «Данубіо» понад 200 матчів. У 1954 році допоміг завоювати срібні медалі чемпіонату Уругваю. У 1955 році брав участь у складі клубу в турне по Центральній Америці та Мексиці. Завершив професійну кар'єру футболіста виступами за команду «Данубіо» у 1955 році.

## Виступи за збірну
1946 року дебютував в офіційних матчах у складі національної збірної Уругваю. У 1946 році взяв участь у Кубку Ріу-Бранку у складі збірної Уругваю.
У 1946—1947 роках зіграв три матчі за Уругвай, пізніше за збірну не виступав. З усім тим Бургеньйо і Ромеро представляли «Данубіо» у складі збірної Уругваю на чемпіонаті світу 1950 року у Бразилії, де обидва не зіграли жодного матчу, проте також стали чемпіонами.
Помер 21 вересня 1997 року на 75-му році життя.

## Досягнення
- Чемпіон світу (1): 1950
- Віце-чемпіон Уругваю (1): 1954